# پیترو ربوزی
پیترو ربوزی (انگلیسی: Pietro Rebuzzi؛ زادهٔ ۳۱ اکتبر ۱۹۱۸) بازیکن فوتبال اهل ایتالیا است.
از باشگاه‌هایی که در آن بازی کرده‌است می‌توان به باشگاه فوتبال اینتر میلان، باشگاه فوتبال برشا، باشگاه فوتبال سمپدوریا، باشگاه فوتبال آ.ث. میلان، و باشگاه فوتبال ویچنزا اشاره کرد.